# East Blatchington
East Blatchington är en ort i civil parish Seaford, i distriktet Lewes, i grevskapet East Sussex i England. East Blatchington var en civil parish fram till 1974. Civil parish hade 2 448 invånare år 1951.